# Ali Dara
Ali Iqtidar Shah Dara (* 1. April 1915; † 16. Januar 1981) war ein pakistanischer Hockeyspieler, der bei den Olympischen Spielen 1936 mit der Mannschaft Indiens Gold gewann.
Bei den Olympischen Spielen 1936 in Berlin war Ali Dara ein junger Stürmer, der nur im Halbfinale und im Finale eingesetzt wurde und dabei vier Tore erzielte.
Nach der Unabhängigkeit Pakistans 1947 wurde Ali Dara zum ersten Kapitän der pakistanischen Nationalmannschaft. Bei den Olympischen Spielen 1948 in London traf er in sieben Spielen zehnmal ins Tor. Er erzielte im ersten Spiel um Bronze gegen die Niederländer das einzige pakistanische Tor beim 1:1 und auch im Wiederholungsspiel, das Pakistan mit 1:4 verlor, war Ali Dara der einzige Torschütze seiner Mannschaft. Kurioserweise hatte die pakistanische Mannschaft die Niederländer in der Vorrunde mit 6:1 geschlagen, wozu Dara vier Treffer beigetragen hatte.
Ali Dara war nach seiner aktiven Karriere in verschiedenen Funktionen im pakistanischen Hockeyverband tätig und beim ersten pakistanischen Olympiasieg 1960 als Manager beteiligt, nachdem er Pakistans Auswahl 1956 als Trainer zur olympischen Silbermedaille geführt hatte.